# 国際医療福祉大学問題
国際医療福祉大学問題（こくさいいりょうふくしだいがくもんだい）は、2017年に千葉県成田市に開設された国際医療福祉大学医学部を巡っての問題。野党には第二の加計学園と追及されていた。

## 概要
2015年7月31日に厚生労働省によって「国家戦略特別区域における医学部新設に関する方針」が示された。このことにより新たに開設することができなかった医学部が特別区域でならば開設できるようになるというものであった。同年の11月12日には特別区域で医学部を開設する事業主が公募されたが、名乗りを上げたのは国際医療福祉大学のみであった。そして国際医療福祉大学には文部科学省や厚生労働省の元職員が何人も天下りをしていた。
医学部開設のために成田市は50年間に渡って土地を無償貸与し、開設に必要な費用160億円のうちの45億円を成田市が、35億円を千葉県が拠出していた。無償貸与された土地は、京成電鉄が所有していた土地を成田市が22億7600万円で購入したというものであった。
同大学の医学部付属病院が2020年4月の開院を目指して建設されていた。病院建設のための開発地区に農地が含まれていたが、農地転用の許可を得ないまま工事が進められていると見られた。